# تصلب (طب)
تصلب (بالإنجليزي: Sclerosis or Sclerotization ) هو تقوية –تصلب- الأنسجة وغيرها من الخواص التشريحية، يشير إلى:
- في الطب: تصلب (طب).[1][2]
- في علم الحيوان: هي عملية تقوية(تصلب) الهياكل الخارجية للحيوان بإضافة البروتين مثل: ريزيلين أو الأملاح المعدنية مثل: كربونات الكالسيوم.
- في علم النبات:هي العملية التي تتصلب بها الأنسجة النباتية (تحويل النسيج النباتي إلى نسيج خشبي) بإضافة الألياف أو السكلريدات .